# Бош, Эжен
Эже́н Бош (фр. Eugène Boch; 1 сентября 1855, Сен-Васт, Эно — 3 января 1941, Монтион, Сена и Марна) — франко-бельгийский художник и поэт.

## Биография

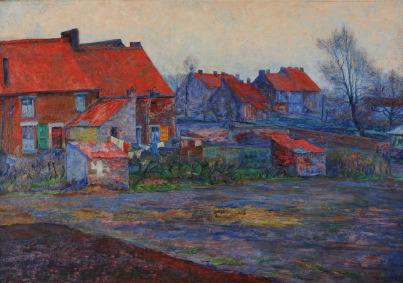
Эжен Бош. Красные крыши. 1880—1890.

Родился в семье фабрикантов, совладельцев фирмы Villeroy & Boch. С 1879 года обучается живописи в художественной студии Леона Бонна. С 1882 года, после закрытия этого ателье, поступил в школу Фернана Кормона — вместе с Анри Тулуз-Лотреком, Луи Анкетеном и другими. У Кормона Бош познакомился и стал дружен с австралийским художником Джоном Питером Расселлом.
В апреле 1888 года Эжен Бош получил приглашение от Доджа Мак-Найта посетить его в Фонвьее близ Арля. У Мак-Найта Бош познакомился с Винсентом ван Гогом; знакомство это переросло в крепкую дружбу. Другим близким другом Боша был художник Эмиль Бернар. В 1891 году, после смерти ван Гога, Бош получил в подарок от жены брата художника свой портрет, написанный ещё в 1888 году (хранится в музее Орсе). Кроме этого, Бош был обладателем ещё двух полотен ван Гога. С 1892 года Эжен Бош жил в городке Монтион под Парижем.
Эжен Бош являлся также одним из основателей бельгийской художественной группы Общество XX (Les XX), в которую, помимо него, входили его сестра Анна, Фернан Кнопф, Тео ван Рейссельберге и Джеймс Энсор.